# Dorymyrmex goeldii
Dorymyrmex goeldii é uma espécie de formiga do gênero Dorymyrmex.